# 奶奶跟外婆
《奶奶跟外婆》（英語：Nǎi Nai & Wài Pó）是一部由王湘圣执导的纪录片短片，短片关于湘圣自己的奶奶与外婆。 它被迪士尼收购进行发行，并于2024年2月9日在Disney+和Hulu上首映。

## 剧情简介
这部短片以王湘圣的祖母和外祖母为主角。她们从台灣移民到美国，现在住在一起。短片内，湘圣记录她们的日常生活。

## 演员
- 易扬辉 饰演 奶奶
- 张丽华 饰 外婆

## 荣誉
短片在2023 年西洋偏南电影节上首映，荣获纪录片短片大评审团奖和观众奖。 它还在 2023 年 AFI Fest 上获得了评审团大奖。 2024年1月，它也获得第96届奥斯卡金像奖最佳纪录短片奖提名。 